# Der rote Schatten (1960)
Der rote Schatten ist ein 1959 entstandener, britischer Horrorfilm mit Anton Diffring und Erika Remberg in den Hauptrollen.

## Handlung
England 1947. In einem abgelegenen Haus zertrümmert Evelyn Finsbury voller Entsetzen alle Spiegel, derer sie habhaft werden kann. Sie hat soeben ihr Gesicht gesehen, das von dem plastischen Chirurgen Dr. Marc Rossiter in einer geheimen Sitzung operiert wurde, und ist über das Ergebnis entsetzt. Rossiter rast derweil mit seinem Fahrzeug eine einsame Landstraße entlang. Offensichtlich wird bereits nach ihm gefahndet, denn die Polizei hat schon eine Straßensperre errichtet, durch die Rossiter durchbrettert. Als der Chirurg einem umgestürzten Baum ausweichen muss, verliert er die Kontrolle über seinen Wagen und rast mit seinem Auto einen Abhang hinunter. Der Wagen fängt Feuer und Rossiter erleidet selbst einige Gesichtsverletzungen. Er kann sich wieder aufrappeln und kommt bei dem Geschwisterpaar Angela und Martin unter, das ihn bei seinen operativen Eingriffen unterstützt. Bald hat sich Rossiter wieder erholt und beschließt, unter dem Namen Bernard Schüler auf dem europäischen Festland einen Neubeginn zu wagen.
Alle drei fahren in Frankreich eine Landstraße entlang, mit dem Ziel, noch vor Anbruch der Nacht Bordeaux zu erreichen. Am Straßenrand sehen sie ein kleines Mädchen an einem Brunnen Wasser schöpfen. Rossiter alias Schüler steigt aus, um die Kleine nach dem Weg zu fragen. Er sieht, dass sie im Gesicht mehrere Narben trägt, von denen sie sagt, dass sie während des Krieges infolge eines Bombenabwurfs entstanden sind. Das Mädchen ist die Tochter des erfolglosen Zirkusbesitzers Vanet. Schüler spricht mit Vanet und kann ihn überzeugen, dass seine Tochter sich unter sein Messer legt. Und tatsächlich gelingt die Operation an Nicoles Gesicht. Ihr Blick in den Spiegel verrät pures Glück: “I am beautiful, I am beautiful!” wiederholt sie immer wieder freudig erregt, läuft zu den Zirkustieren, einem Menschenaffen, einer Raubkatze und einem Elefanten, hinaus und ruft diesen Satz auch ihnen entgegen. Schüler findet, dass der Zirkus ein gutes Versteck für ihn und das Geschwisterpaar bedeuten könnte. Und so macht er mit Vanet einen Deal: Dieser führt den Zirkus und unter dessen Dach führt er heimlich seine Gesichtsoperationen an interessierten Patienten fort. Der Franzose weiß nicht, worauf er sich einlässt, stimmt aber zu. Ehe es so weit kommen kann, wird er im betrunkenen Zustand von seinem Bären, mit dem er im Spaß rauft, regelrecht zerdrückt. Schüler hätte eingreifen können, tut es aber nicht. Nun kann er den Zirkus übernehmen und tauft ihn auf seinen eigenen Namen um.
Als Schüler eines Abends in einer französischen Stadt in einer schummrigen Bar einkehrt, sieht er eine billige und verkommene Hure am Tresen mit einem sehr viel älteren Kunden sprechen. Er beobachtet, wie die Frau eine Art Eispickel in ihrem Dekolletee verschwinden lässt und dann mit dem Mann die Kneipe verlässt. Schüler geht beiden hinterher. In einer Seitenstraße beraubt die Dirne den Mann, und als dieser sich wehrt, sticht sie kurzerhand zu. Schüler hält die Räuberin und Mörderin, eine gewisse Elissa, fest und sieht eine riesige Narbe auf ihrer rechten Gesichtshälfte. Er macht der verdutzten Verbrecherin ein Angebot, das sie nicht ablehnen kann: er werde ihre einstige Schönheit operativ wiederherstellen. Angela und Martin sind entsetzt, als sie Schülers Idee vernehmen: er wolle einen Zirkus aus Verbrechern ins Leben rufen, denen er zuvor ihr Aussehen wiedergegeben habe. Einerseits könne er so seine Fähigkeiten stetig verbessern, andererseits würde niemand von ihnen ihn verraten, da sie alle gesuchte Verbrecher seien. Stück für Stück setzt Rossiter alias Schüler seine Idee vom Zirkus des Grauens um.
Zehn Jahre später. Schüler hat seinen Zirkus auf die Beine gestellt und gibt in Berlin eine Vorstellung. Seine erste Verbrecherpatientin Elissa Carro wird als „die Königin der Luft“ zur Hauptattraktion seines gewachsenen Unternehmens. Als Hochseilartistin hat sie einiges Talent an den Tag gelegt. Während die Vorstellungen laufen, nimmt er sich gesuchter Verbrecher und Verbrecherinnen an und transformiert ihr Äußeres in seinem speziellen „Temple of Beauty“. Einzig Elissa macht ein wenig Ärger, stört es sie doch, dass sie nicht allein als Sensation des Zirkus Schüler angekündigt wird, sondern dieses Vorrecht mit der Kunstreiterin Magda von Meck teilen muss. Magda teilt Schüler mit, dass sie den Zirkus verlassen möchte und weist deshalb die inzwischen erwachsen gewordene Nicole Vanet als ihre Nachfolgerin ein. Da Schüler aber nicht bereit ist, das Risiko einzugehen, dass irgendeiner seiner gesichtsbehandelten Verbrecher-Freaks ihn verlässt, lässt er sich etwas einfallen, dass auch Magda nicht lebend aus dem Zirkus herauskommt. Martin, mittlerweile Schüler hörig geworden, zieht während des Messerwurfaktes innerhalb der Vorstellung den Stecker heraus, so dass es im Zirkus dunkel wird. Daraufhin verliert der Messerwerfer kurz die Orientierung und ein geworfenes Messer landet im Hals Magdas und tötet sie. Die den Fall untersuchende Polizei wird allmählich misstrauisch, denn es handelte sich dabei nicht um den ersten „Unfall“ dieser Art. Als der Zirkus nach England weiterreist, wird auch die britische Polizei vorab informiert. Auch hier hat der aufgrund der „Unfälle“ berühmt gewordene Wanderzirkus längst seinen Ruf als „jinxed circus“, als „Unglückszirkus“, weg. Ein britischer Journalist schwärmt Schüler bereits seine Schlagzeile vor: „Circus of Horrors“.
Dieser „Journalist“ Arthur Desmond ist jedoch ein Inspector von Scotland Yard, wo man den merkwürdigen Verbrechen im Zirkus, meist während der Vorstellung vor den Zuschauern als Zeugen, nachspürt. Zu diesem Zweck horcht er auch Nicole aus, die einzige neben Schülers Geschwister-Helfern, die von seiner alten Existenz als Dr. Rossiter weiß. Dies bekommt auch Elissa mit und beginnt nun aus Eifersucht Schüler subtil zu erpressen. Der tut zunächst ahnungslos und behauptet, er haben diesen Namen Rossiter noch nie gehört. Schüler sorgt daraufhin dafür, dass Elissa in ihrem Wohnwagen während der Dusche Besuch von einer Würgeschlange erhält. Doch sie schreit im Angesicht des Reptils und kommt lebend heraus. Als kurz vor der Vorstellung Elissa vor Schüler ankündigt, sich demnächst einmal mit jenem angeblichen Zeitungsjournalisten Mr. Desmond zusammenzusetzen, weil sie etwas zu erzählen habe, ist Schüler klar, dass Elissa verschwinden muss. Während der Vorstellung soll Martin das Seil präparieren, damit Elissa bei ihrem Hochseilakt abstürzt. Und so geschieht es auch. Elissa bricht sich das Genick. Bei dem Versuch, einen Menschenaffen in seinem Käfig zu beruhigen, wird Schüler wenig später von diesem angefallen und schwer im Gesicht verletzt. Als dann noch zum selben Zeitpunkt in Begleitung ihres Gatten diejenige Frau erscheint, die Schüler noch als Dr. Rossiter einst entstellt hatte, droht Schülers gesamte Tarnung aufzufliegen, denn trotz seiner Bandage an der rechten Gesichtshälfte erkennt Evelyn Finsbury in ihm ihren Verstümmler Dr. Rossiter.
Bald geraten die Dinge außer Kontrolle. Schülers derzeitige Geliebte Melina wird bei einer Löwennummer schwer verletzt und das Geschwisterpaar kündigt Schüler an, ihn zu verlassen. Daraufhin kommt es zum Kampf zwischen Schüler und Martin, als dieser seine Schwester verteidigt. Bei dem Gerangel sticht Schüler Angela von hinten versehentlich in den Rücken. Sie stirbt, während Martin nach draußen flieht. Dort gerät er in die Hände der Polizei, der er alles gesteht, hatte aber zuvor das Menschenaffengehäuse geöffnet. Nun muss Schüler erst einmal einen Kampf auf Leben und Tod mit dem verhassten Affen führen. Er gewinnt den Kampf, muss aber entdecken, dass Nicole mittlerweile eine Liebe ausgerechnet zu dem Mann entwickelt hat, der ihm am gefährlichsten werden kann: jenem falschen Journalisten Desmond. Es kommt auch mit ihm zu einem Kampf, und beinah wird Desmond von Schüler ebenfalls erstochen. Die Polizei eilt hinzu, Schüler flieht. Währenddessen hat sich Evelyn Finsbury auf der Heimfahrt mit ihrem Mann dessen Wagens bemächtigt und rast zum Zirkus zurück. Sie sieht Schüler auf der Flucht und hält genau auf ihn zu. Unbeirrt fährt sie ihn über den Haufen. Schüler alias Rossiter stirbt vor den Augen seines Schützlings Nicole, direkt vor dem Eingang zu seinem „Temple of Beauty“.

## Produktionsnotizen
Der rote Schatten entstand im Herbst 1959 an mehreren Drehorten in Großbritannien, sowohl in der Landschaft (Clapham Common-Park im südlichen London und in Amersham) als auch im Studio. Im April 1960 lief der Gruselfilm in den britischen Kinos an, am 11. August 1960 auch in deutschen Lichtspielhäusern. Der rote Schatten ist ein äußerst ungewöhnliches Beispiel für einen britischen Film, in dem, knapp 15 Jahre nach Kriegsende, zwei deutschsprachige Schauspieler die Hauptrollen erhielten. Diffring hatte unmittelbar zuvor in dem Hammer-Film Den Tod überlistet bereits die Hauptrolle gespielt, und auch da sah man ihn als gewissenlosen Mediziner.
Für Erika Remberg, die hier ihr englischsprachiges Kinofilmdebüt gab, besaß der Film eine persönliche Besonderheit. Sie lernte am Set ihren späteren Mann, den Regisseur Sidney Hayers kennen, mit dem sie bis zu dessen Tod im Jahr 2000 verheiratet sein sollte.
Einen besonderen Eindruck hinterließ die damals elfjährige Carla Challoner, die das auf ihrer linken Gesichtshälfte von Narben entstellte, französische Mädchen Nicole verkörperte, das von dem plastischen Chirurg Dr. Rossiter zu einer kleinen Schönheit umoperiert wird.
Die Zirkus- und Tierszenen wurden mit Hilfe des Billy Smart’s Circus angefertigt.
Die von Garry Mills gesungene Musiknummer Look for a Star befand sich sowohl in England als auch in den USA unter den Top 40 der Verkaufshits. Co-Komponist Muir Mathieson hatte auch die musikalische Leitung.
Passagen dieses Films haben große Ähnlichkeit mit dem nahezu zeitgleich entstandenen französischen Gruselfilm Augen ohne Gesicht.

## Kritiken
Dieser in seiner Entstehungszeit (vor allem bei der deutschen Kritik) sehr umstrittene B-Film gilt heute in Trash- und Horrorfilmkreisen als ein in Vergessenheit geratenes kleines Juwel. Er bildete den Abschluss einer drei Filme – beginnend mit Das schwarze Museum – umfassenden Reihe „schmutziger“, sadistischer Horrorstreifen, der “Sadian Trilogy”, wie es im anglo-amerikanischen Sprachbereich heißt, von denen Augen der Angst mittlerweile Kultstatus besitzt.
Nachfolgend eine kleine Auswahl:
„Last but not least muss man dem Regisseur Sidney Hayers („Hypno“ [1962]) Anerkennung zollen für sein straffes Tempo und sein Geschick, zahlreiche Grand-Guignol-Momente aufzubauen in all ihrer grausigen Herrlichkeit. Gelegentlich sind einige Fehltritte bei dem gewaltig überzogenen Finale auszumachen sowie dem offensichtlichen Einsatz von Menschen in Tierkostümen in einigen Szenen, einer davon ein überhaupt nicht überzeugender Gorilla. Aber Circus of Horrors hat, gemeinsam mit Horrors of the Black Museum und Peeping Tom, einen neuen, eindeutigeren Standard im Horror Genre begründet, dank der Etablierung eines hohen Grades an Eleganz; und das gilt erstaunlicherweise noch immer nach fast vierzig Jahren.“

„Mit einem Text, mit dem sich die Hörner eines Geißbocks verscheuchen ließen, zeigt sich Circus of Horrors als der knackigste, attraktivste und eleganteste Filmschocker seit langer Zeit. Vergessen sie kurz einmal Alfred Hitchcock's "Psycho" — der alte Maestro ist eine Insel für sich. (…) Es ist dies eine weitere reichlich melodramatische Variation des „verrückter Chirurg“-Themas, und sie wurde sehr gut gehandhabt. Viel besser als sonst. Nehmen sie also besser nicht die Kinder oder Tante Minnie in die Vorstellung. (…) Unter Sidney Hayers‘ kühner Regie bewegt sich das Ganze schnell und prägnant in Richtung Finale, das allerdings den Film beinah ruiniert. George Baxts Original-Drehbuch ist durchgehend nicht ohne Einfallsreichtum und Intelligenz, und das gleiche gilt für die Auftritte der Darsteller, allen voran Anton Diffring. (…) Das Ende umfasst zwei Morde, eine halb durchgedrehte Frau, die übliche Verfolgungsjagd und den unechtesten Gorilla, den wir je erblicken mussten (…). "Circus of Horrors" ist erstaunlich kultiviert.“

In Filme 1959/61 ist Folgendes zu lesen: „Arm an Logik, Geschmack und filmischem Können.“

„Die hier zur Schau gestellten Scheußlichkeiten überbieten jedes erträgliche Maß.“

Im Lexikon des Internationalen Films heißt es: „Wenig origineller britischer Gruselfilm, handwerklich unter dem Durchschnitt.“